# Rolf Seggel
Rolf Seggel  (* 19. Juni 1910 in Wesermünde; † 6. November 1968 in Bremen) war ein deutscher Betriebsdirektor und Bremer Politiker (FDP). Er war Mitglied der Bremischen Bürgerschaft.

## Leben
Seggel war der Sohn des Sanitätsrates Rudolf Seggel (1873–1955) aus Wesermünde und der Arzttochter Sophie Seggel (1875–1961). Nach dem Abitur am Gymnasium Bremerhaven studierte er an der Georg-August-Universität Göttingen Rechtswissenschaften. 1928 wurde er im Corps Bremensia Göttingen recipiert. Bis 1937 war er Referendar bzw. juristischer Hilfsarbeiter in der Preisüberwachungsstelle Bremen des Bremer Wirtschaftssenators Otto Bernhard. In dieser Zeit war er auch Freiwilliger bei der Wehrmacht. 1938 war er als kaufmännischer Volontär und danach als Syndikus der Stahlindustrie tätig. Er diente von 1939 bis 1945 als Soldat, zuletzt als Hauptmann, im Zweiten Weltkrieg und war bis 1946 in Kriegsgefangenschaft. Er war seit Juni 1946 Syndikus, seit Januar 1949 kaufmännisches Vorstandsmitglied und in den 1950er Jahren bis 1968 Vorstandsvorsitzender der Bremer Straßenbahn AG (BSAG) in Bremen.
Seggel war mit Magdalene Seggel (1913–1999) verheiratet. Das Ehepaar hatte vier Kinder.

## Politik
Seggel war Anfang der 1930er Jahre Mitglied des Stahlhelm, Bund der Frontsoldaten und 1934 zehn Monate Mitglied der SS. Er meldete sich als Freiwilliger zur Wehrmacht, um – nach eigenen Angaben im Entnazifizierungsverfahren – die SS verlassen zu können. Er war von Januar 1934 – Dezember 1937 in der Zeit seines Referendariats Mitglied im NS-Rechtswahrerbund und von März 1939 – 1945 in der Nationalsozialistischen Volkswohlfahrt (NSV).
Im April 1948 wird Seggel aufgrund der Weihnachtsamnestie als „nicht betroffen“ entnazifiziert, ein bereits eingeleitetes Spruchkammer verfahren wird daraufhin eingestellt.
Nach dem Krieg wurde er Mitglied der Bremer Demokratischen Volkspartei bzw. der FDP Bremen. Er saß vom 16. Dezember 1953 bis zum 24. September 1956 in der Bremischen Bürgerschaft und wirkte in verschiedenen Deputationen mit.

## Publikationen
- Das Problem der gemeinwirtschaftlichen Verpflichtungen im öffentlichen Nahverkehr – Lockerung oder Abgeltung? Verlag E. Schmidt, Berlin u. a. 1959, (Schriftenreihe für Verkehr und Technik; H. 6)
- Grundsätze für die Wirtschaftsführung im öffentlichen Personen-Nahverkehr.  Albis-Verlag, Düsseldorf 1965.

## Ehrungen
- Ehrenring des Verbandes Öffentlicher Verkehrsbetriebe